# Pteris plumieri
Pteris plumieri là một loài dương xỉ trong họ Pteridaceae. Loài này được Cham. & Schltdl. mô tả khoa học đầu tiên năm 1830.
Danh pháp khoa học của loài này chưa được làm sáng tỏ. 